# Ghislaine Dommanget
Ghislaine Marie Françoise Dommanget (Reims, 13 ottobre 1900 – Neuilly-sur-Seine, 30 aprile 1991) fu Principessa Consorte di Monaco dal 1946 al 1949. Era un'attrice della Comédie Française.

## Biografia

### Infanzia
Figlia del colonnello Robert Joseph Dommanget e di sua moglie, Marie Louise Meunier.

### Matrimonio

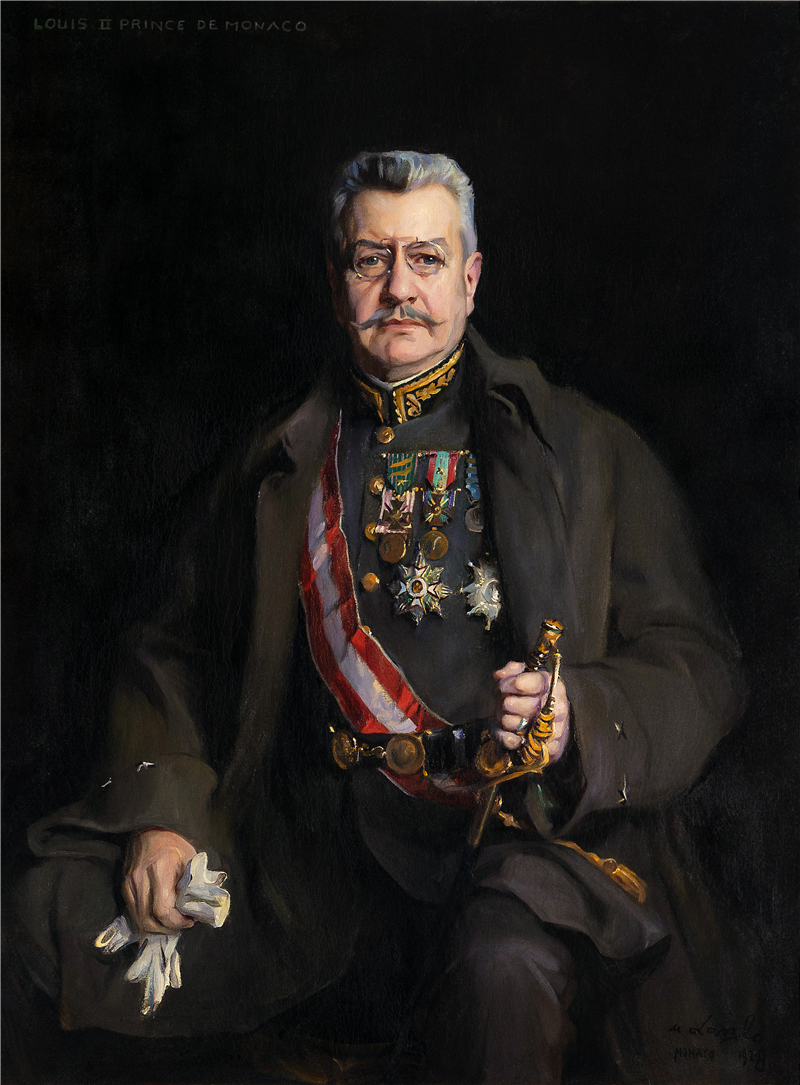
Un ritratto del principe Luigi II di Monaco di custodito nel Palazzo dei Principi

Divenne nota quando sposò il 24 luglio 1946, dopo due matrimoni falliti, il principe Luigi II di Monaco.

### Ultimi anni e morte

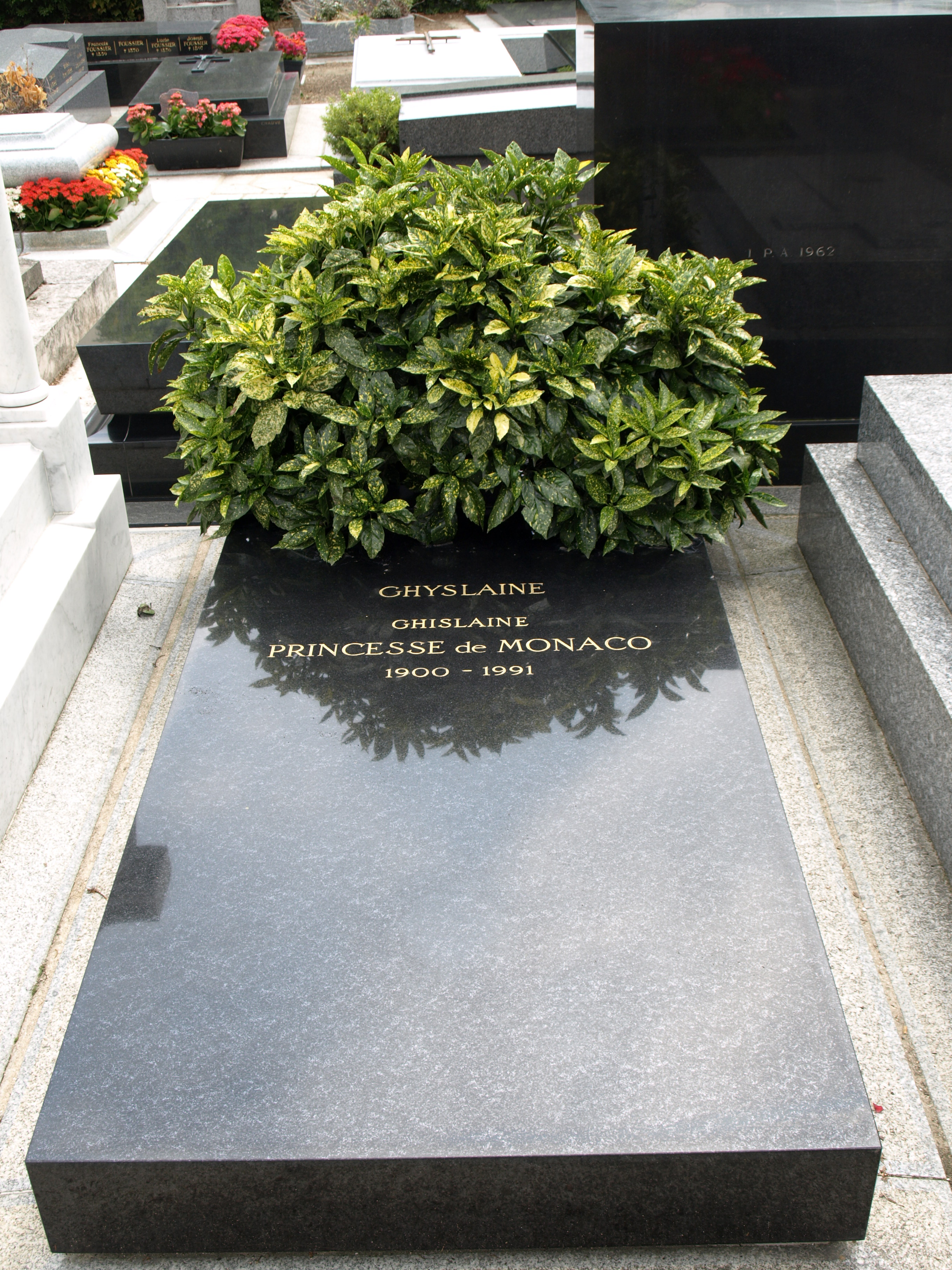
La tomba della principessa Ghislaine Dommanget

La coppia non ebbe figli ed alla morte di Luigi II, il 9 maggio del 1949, gli successe al trono il figlio di Charlotte Grimaldi (figlia legittimata di Luigi II), Ranieri III e Ghislaine ottenne il titolo di Principessa Vedova di Monaco.
La principessa Ghislaine morì il 30 aprile 1991 a Neuilly-sur-Seine.

## Libri pubblicati
- "Sois princesse"... dit-il. Editoriale Hachette (Évreux, stampa Labadie). Anno: 1964. Pagine: 253.[1]